# خدع الفوز باليانصيب

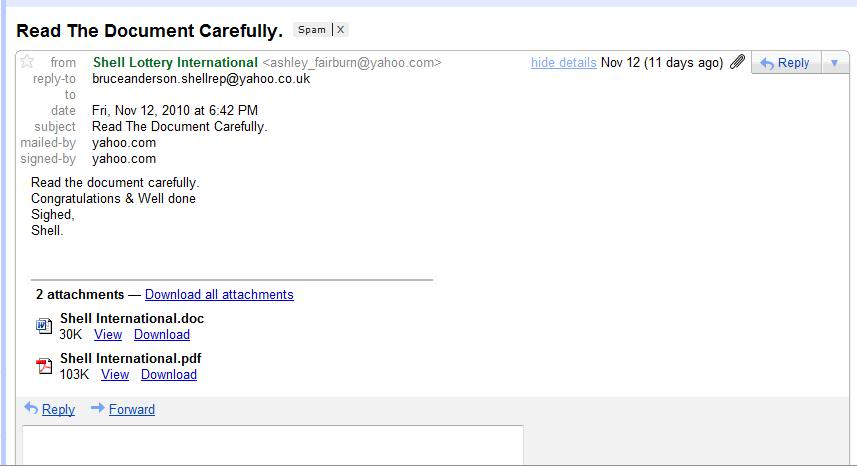
صورة لإحدى خدع الفوز باليانصيب عبر البريد الإلكتروني

خدع الفوز باليانصيب هي نوع من أنواع الاحتيال عبر الإنترنت التي تبدأ بمكالمة هاتفية أو بريد إلكتروني (يتضمن أحيانًا شيكًا كبيرًا) تتضمن كلمة «لقد فزت!» بمبلغ كبير من المال في اليانصيب. يُطلب من مستلم الرسالة - ضحية عملية الاحتيال - الاحتفاظ بسرية الإشعار، «بسبب اختلاط في بعض الأسماء والأرقام»، والاتصال «بوكيل المطالبات». بعد الاتصال بالوكيل، سيُطلب من الضحية دفع «رسوم المعالجة» أو «رسوم التحويل» قبل إعطاء الجائزة، ولكن لن يتلقى الضحية أي دفعة يانصيب بعدها أبدًا. تستخدم العديد من عمليات الاحتيال في اليانصيب أسماء منظمات يانصيب شرعية، لكن هذا لا يعني أن المنظمات الشرعية متورطة بأي شكل من الأشكال في عمليات الاحتيال.

## تعريف
هناك عدة طرق لتحديد البريد الإلكتروني المزيف في اليانصيب:
- ما لم يشتري شخص ما تذكرة، لا يمكن له أن يفوز بجائزة. لا توجد أشياء مثل سحوبات «البريد الإلكتروني» أو أي يانصيب آخر بدون بيع تذاكر. هذا ببساطة اختراع آخر من قبل المحتال لجعل الضحايا يعتقدون أنهم فازوا.
- سيطلب المحتال من الضحايا دفع رسوم مقدمًا لاستلام جائزتهم. جميع اليانصيب الحقيقية تأخذ أي رسوم وضرائب من الجائزة. بغض النظر عما يدعيه المحتال بأن هذه الرسوم هي مقابل رسوم البريد السريع أو الرسوم المصرفية أو الشهادات الوهمية المختلفة، إلا أن جميعها ملفق من قبل المحتال للحصول على أموال من الضحايا.
- ستأتي رسائل اليانصيب الاحتيالية دائمًا تقريبًا من حسابات البريد الإلكتروني المجانية مثل Outlook وYahoo! وHotmail وLive وMSN وGmail وما إلى ذلك.
- غالبًا ما تصر رسائل البريد الإلكتروني الاحتيالية على أن يحافظ المستلم على سرية فوزه؛ حيث يتم ذلك لتجنب إخطار الآخرين له بأن البريد الإلكتروني هو عملية احتيال.
- غالبًا ما يكون هناك تناقضات بين العملات البلدان، على سبيل المثال، الرسالة يتم إرسالها من شخص يعيش في المملكة المتحدة ويدعي أن المبلغ الذي تم ربحه بالدولار الأمريكي وأن اليانصيب نفسه يقع في جنوب إفريقيا.
- كما هو الحال مع الغالبية العظمى من رسائل البريد الإلكتروني الاحتيالية بشكل عام، غالبًا ما تحتوي رسائل خدع الفوز باليانصيب على أخطاء إملائية أو نحوية.

تُعد معظم عمليات الاحتيال في يانصيب البريد الإلكتروني نوعًا من الاحتيال عن طريق الرسوم المسبقة.

## أنواع أخرى من الإحتيالات
نوع آخر من احتيال اليانصيب هو رسالة بريد إلكتروني احتيالية أو صفحة ويب حيث يربح المستلم مبلغًا من المال في اليانصيب. يُطلب من المستلم الاتصال بوكيل بسرعة كبيرة ولكن المحتالين يستخدمون شركة أو شخصًا أو بريدًا إلكترونيًا أو أسماء تابعة لجهة خارجية لإخفاء هويتهم الحقيقية، وفي بعض الحالات يقدمون جوائز إضافية (مثل إجازة بحرية لمدة 7 أيام / 6 ليالٍ في جزر الباهاما، إذا رن المستخدم في غضون 4 دقائق). بعد الاتصال بـ «الوكيل»، سيُطلب من المستلم الحضور إلى المكتب، حيث يتم الكشف عن شروط استلام العرض خلال ساعة أو أكثر. على سبيل المثال، يتم تشجيع متلقي الجائزة على إنفاق ما يصل إلى 30 ضعف أموال الجائزة من أجل استلام الجائزة نفسها. بعبارة أخرى، على الرغم من أن العرض حقيقي في الواقع، إلا أنه لا يمثل سوى خصم بنسبة قليلة في المائة على عملية شراء باهظة الثمن. هذا النوع من الاحتيال قانوني في العديد من السلطات القضائية.
أحيانًا يتم إرسال رسائل احتيال اليانصيب عن طريق البريد العادي؛ محتواها وأسلوبها مشابه لإصدارات البريد الإلكتروني. على سبيل المثال، تسيء بعض عمليات الاحتيال استخدام أسماء ألعاب اليانصيب الإسبانية القانونية، مثل El Gordo de la Primitiva.
في المملكة المتحدة، خصص عدد من مواقع اليانصيب المشروعة صفحات حول موضوع عمليات الاحتيال.

## اختلاف الابتزاز
يعتمد هذا الاختلاف على موافقة الهدف على قبول مبلغ من المال يعلم أنه لا يحق لهم الحصول عليه، وبعد ذلك، عندما يرفضون دفع الرسوم المسبقة، يهدد المحتالون بالإبلاغ عنهم ما لم يتم دفع رسوم الابتزاز.
السيناريو المعتاد هو عندما يتم إرسال رسائل البريد الإلكتروني إلى موظفي شركة متعددة الجنسيات مع مكاتب / فروع في جميع أنحاء العالم باستخدام عنوان البريد الإلكتروني الخاص بالعمل. سوف يمثل المحتالون أنفسهم كوكلاء لمخطط فازت به الشركة متعددة الجنسيات. مثال على ذلك كونهم «الفائزون» بالجائزة نتيجة وضع إعلان مع المروج المفترض للمخطط في مجلة تجارية غامضة (وأحيانًا خيالية) تُنشر في بلد غامض بنفس القدر. سوف يزعم المحتالون أنهم كتبوا إلى المقر الرئيسي للشركة وبذلوا قصارى جهدهم لتمرير «الجائزة» ولكن دون جدوى. نظرًا لأنهم (المحتالون) لا يريدون أن يفقدوا ماء وجههم مع المروجين، فهم متلهفون للاضطلاع بمسؤولياتهم لتمرير أموال الجائزة. لذلك يطلبون التفاصيل المصرفية الشخصية للهدف للسماح بإرسال «الجائزة» و (بالطبع) سيثقون في أن الهدف سيمررها إلى أصحاب العمل. هذا يجعل الهدف على الفور عرضة لهجوم التصيد ولكن الأهم من ذلك، لمحاولات الابتزاز. عندما يرفضون دفع أي رسوم مقدمة، يهدد المحتالون بإبلاغ أرباب العمل أو الشرطة بالأمر.

## روابط خارجية
- جمعية اليانصيب العالمية تحذر من مخاطر الاحتيال في اليانصيب الأجنبية نسخة محفوظة 22 مايو 2022 على موقع واي باك مشين. ، جمعية اليانصيب العالمية
- احتيالات اليانصيب
- عمليات الاحتيال في اليانصيب (معلومات من مكتب الشؤون القنصلية بوزارة الخارجية)
- الاحتيال في اليانصيب (مكتب التحقيقات الفدرالي)